# Карнароли

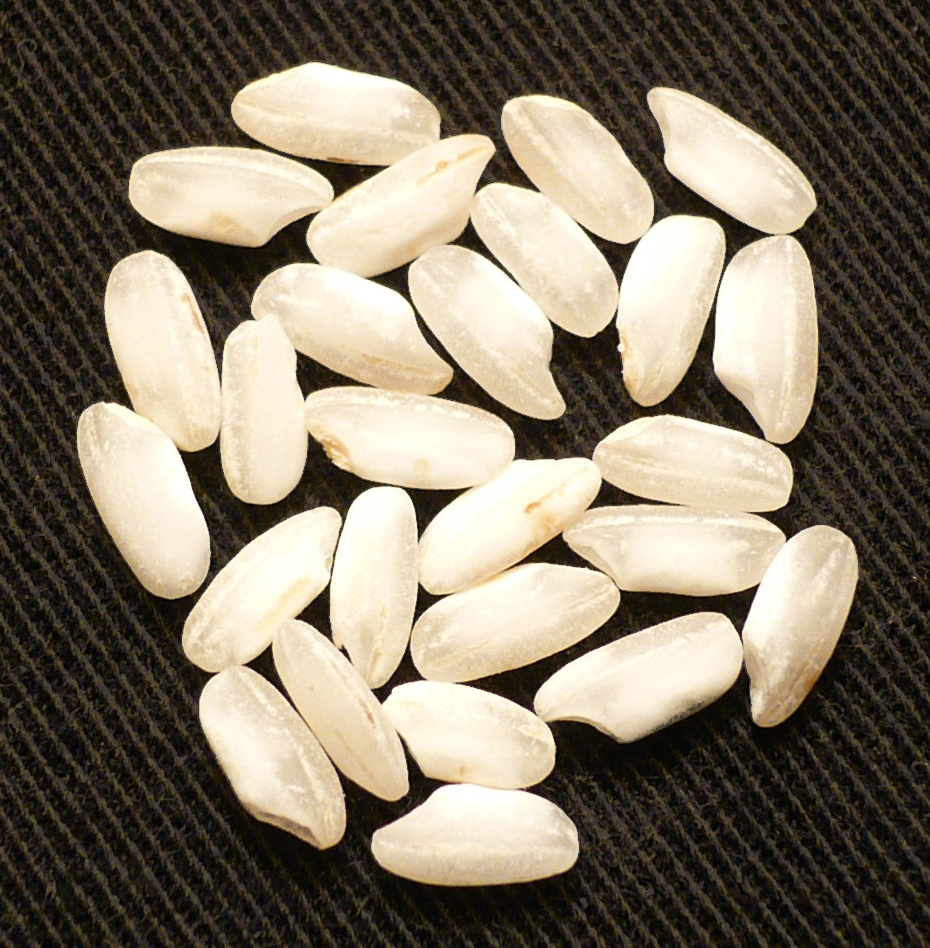
Зерна риса карнароли

Карнароли — сорт среднезерного риса, растущего на территории провинции Верчелли на севере Италии. Карнароли традиционно используется для приготовления ризотто и отличается от риса арборио бо́льшим содержанием крахмала, а также удлинённым зерном. Рис карнароли сохраняет свою форму намного лучше, чем другие сорта риса во время медленного приготовления, и позволяет правильно приготовить традиционное кремовое ризотто за счет высокого содержания амилозы в крахмале.
Карнароли часто называют «королём риса» или рисом «высшего сорта».